# Стотт, Николь
Николь Мари Пассонно Стотт (англ. Nicole Marie Passonno Stott; род. 19 ноября 1962, Олбани) — американский инженер и астронавт НАСА. Она задействована как специалист полёта в составе долгосрочных экипажей МКС-20 и МКС-21.

## Биография
Николь родилась 19 ноября 1962 года в городе Олбани, но родным городом считает Клируотер (Флорида). Имеет учёную степень бакалавра по аэрокосмическому машиностроению полученную в 1987 году в Университете аэронавтики Эмбри-Риддла, а также степень магистра по руководству проектированием полученную в 1992 году в Университете центральной Флориды.
Она начала карьеру в 1987 году как инженер по расчёту конструкций в Pratt & Whitney Government Engines в Уэст-Палм-Бич (Флорида). Она провела год в Группе новых двигателей, выполняющей структурные исследования проектов усовершенствования компонент реактивных двигателей.
26 июля 2000 года она попала в 18-й набор астронавтов НАСА для подготовки в качестве специалиста полета и начала проходить курс подготовки к космическим полётам. В частности с 26 по 28 января 2006 года Стотт прошла экзамен вместе с Максимом Сураевым и Тимоти Копра на умение выжить в безлюдной местности в случае аварийной посадки спускаемого аппарата; экзамен проходил в подмосковном лесу. В апреле 2006 года она участвовала в миссии NEEMO-9 в ходе которой Николь Стотт провела 18 дней в составе экипажа из шести человек в подводной лаборатории НАСА «Aquarius»
29 августа 2009 года стартовал шаттл «Дискавери» по программе STS-128, это был первый полёт Николь Стотт. После стыковки к МКС она заменила в 20-м долгосрочном экипаже инженера Тимоти Копра.
1 сентября 2009 года она совершила свой первый выход в открытый космос продолжительностью 6 часов 35 минут.
Обратно на Землю Николь вернулась на борту шаттла «Атлантис» 27 ноября 2009 года. Продолжительность полёта - 90 дней 10 часов 44 минуты.
Второй полёт Николь Стотт прошёл в качестве специалиста полёта в экипаже шаттла Дискавери STS-133 с 24 февраля по 9 марта 2011 года. Продолжительность этого полёта - 12 дней 19 часов 4 минуты.
Общее время пребывания в космосе - 103 дней 5 часов 48 минут.
В июне 2015 года закончила работу в NASA и вышла на пенсию после 27 лет работы в агентстве

## Награды
- Медаль «За заслуги в освоении космоса» (12 апреля 2011 года) — за большой вклад в развитие международного сотрудничества в области пилотируемой космонавтики[2]

## Личная жизнь
Состоит в браке, есть ребёнок. Увлечения: полёты, катание на лыжах, подводное плавание, деревообработка, рисование и садоводство.